# PubliGroupe
PubliGroupe  est un groupe suisse de marketing, de vente et de services pour les médias et les annonceurs, qui a été fondé en 1890.

## Historique
PubliGroupe est organisé en trois secteurs d’activité orientés clients: Media Sales, Search & Find et Digital & Marketing Services. Chaque secteur d’activité comprend une participation principale.
En 2014 la société est reprise par Swisscom et le titre est retiré de cotation.

## Sources
Fonds : PubliGroupe (1878-2017) [67.60 mètres linéaires].  Cote : CH-000053-1 PP 1048. Archives cantonales vaudoises (présentation en ligne).